# Lorente-generator
De lorente-generator is een elektrostatische generator waarmee zeer hoge elektrische spanningen opgewekt kunnen worden. De lorente-generator is vernoemd naar zijn Spaanse uitvinder, professor Gabriel Lorente.

## Constructie
De constructie van een lorente-generator is zeer eenvoudig van aard. Het apparaat bestaat uit vier even grote rollen, waarvan de assen parallel staan. De rollen, die wrijvingsloos ronddraaien, worden met veren tegen elkaar aangedrukt. De twee buitenste rollen zijn van metaal en twee binnenste zijn gemaakt van twee verschillende diëlektrische materialen (bijvoorbeeld teflon en nylon).

## Werking
Het apparaat wordt bediend door een van de rollen met de hand of met een motor aan te drijven. Doordat de rollen tegen elkaar aanliggen zullen ook de andere rollen mee gaan draaien. Op het contactvlak tussen de telfon- en nylonroller zal het ene materiaal elektronen ontvangen van de ander. Door dit tribo-elektrisch effect zullen beide rollers statisch geladen worden, en wel met een elektrische lading van tegengestelde richting.
Deze lading wordt door het draaien van de rollen verplaatst naar de metalen rollen, en via de rollagers naar aansluitbedrading. Als er genoeg lading is opgebouwd, zal er tussen de uiteinden van de draden een vonk overspringen.

## Toepassingen
De lorente-generator wordt voornamelijk toegepast voor elektrostatische proeven en demonstraties in laboratoria en scholen. Ondanks de hoge spanningen van 30 tot 50 kV die met de generator opgewekt kan worden, is het apparaat vrij ongevaarlijk voor mensen door de zeer lage stroomstrerktes (in het microampère-bereik).